# Benjani Mwaruwari
Benjamin "Alessio" Mwaruwari, mest kendt som Benjani (født 13. august 1978 i Bulawayo, Rhodesia) er en  fodboldspiller. Han blev født af malawisk forældre, men valgte hans fødeland (i dag Zimbabwe) som nationalitet.
Han har i sine unge dage spillet for det afrikanske hold kaldet Lulu Rovers, University of Zimbabwe og Air Zimbabwe Jets. I 1999 tog han til en sydafrikansk klub kaldet Jomo Cosmos. Senere blev han lånt ud til Grasshoppers, hvorefter europæsike hold fik øje på ham og kort tid efter blev han solgt til Auxerre. Senere kom han til engelske Portsmouth, som solgt ham til Manchester City. Herfra var han udlejet til Sunderland, før han i august 2010 skiftede til Blackburn.